# Кемалпаша (квартал във Фатих)
„Кемалпаша“ (на турски: Kemalpaşa) е квартал на Истанбул, разположен в градска околия Фатих. Общата му площ е 0,18 км2. Според данни на Адресната система за регистриране на населението (ABPRS) към 2024 г. населението на „Кемалпаша“ е 603 жители.